# Glasnyckeln (film)
Glasnyckeln (originaltitel: The Glass Key) är en amerikansk film noir från 1942 i regi av Stuart Heisler. Filmen bygger på Dashiell Hammetts roman The Glass Key från 1931. Historien hade filmats en gång tidigare, 1935.

## Handling
Den korrupte politikern Paul Madvig (Brian Donlevy) vill städa upp i sitt förflutna och stödja den respekterade politikern Ralph Henry (Moroni Olsen) i det kommande valet. Madvig har också blivit intresserad av Henrys dotter Janet (Veronica Lake). Madvig talar om för gangstern Nick Varna (Joseph Calleia) att han inte längre kan förvänta sig något beskydd från ordningsmakten. Henrys son Taylor (Richard Denning) har spelskulder hos Varna, och när Taylor hittas mördad faller misstankarna på Madvig. Detta efter att Varna utnyttjat tidningen The Observer:s dåliga ekonomiska läge och fått den att hänga ut Madvig. Allt observeras av Madvigs högra hand Ed Beaumont (Alan Ladd) som försöker lösa det hela, samtidigt som Janet faller för Ed.

## Rollista
- Brian Donlevy – Paul Madvig
- Veronica Lake – Janet Henry
- Alan Ladd – Ed Beaumont
- Bonita Granville – Opal Madvig
- Richard Denning – Taylor Henry
- Joseph Calleia – Nick Varna, gangster
- William Bendix – Jeff
- Frances Gifford – sjuksköterskan
- Donald MacBride – Farr
- Margaret Hayes – Eloise Matthews
- Moroni Olsen – Ralph Henry